# عین کرمه
آئین کارما (به فرانسوی: Ain Karma) یک منطقهٔ مسکونی در مراکش است که در مکناس تافیلالت واقع شده‌است.

## خصوصیات
آئین کارما ۹٬۷۳۸ نفر جمعیت دارد.